# Gastrodia
Gastrodia là một chi phong lan gồm 40 loài. Nó là cây thảo dược Trung y, tên là Thiên Ma (tiếng Trung: 天麻)， và thường được sử dụng ở Trung Quốc để điều trị tăng huyết áp, cải thiện lưu thông và giải quyết các cơn đau đầu.

## Hình ảnh

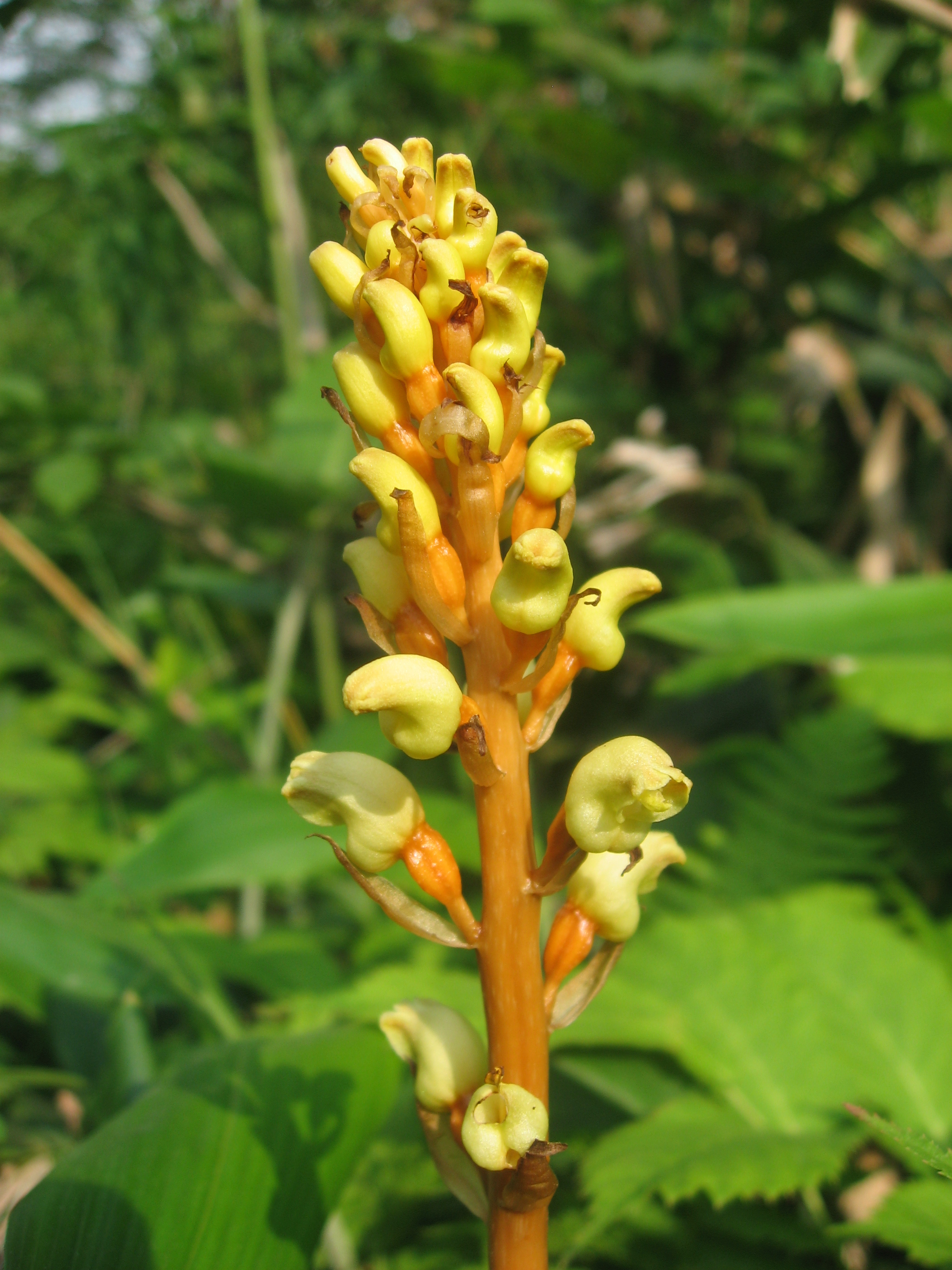

## Loài
- Gastrodia abscondita
- Gastrodia africana
- Gastrodia angusta
- Gastrodia antennifera
- Gastrodia arunachalensis
- Gastrodia autumnalis
- Gastrodia boninensis
- Gastrodia callosa
- Gastrodia celebica
- Gastrodia crassisepala
- Gastrodia crebriflora
- Gastrodia crispa
- Gastrodia cunninghamii
- Gastrodia dioscoreirrhiza
- Gastrodia dyeriana
- Gastrodia elata
- Gastrodia entomogama
- Gastrodia exilis
- Gastrodia falconeri
- Gastrodia fimbriata
- Gastrodia flavilabella
- Gastrodia foetida
- Gastrodia fontinalis
- Gastrodia gracilis
- Gastrodia grandilabris
- Gastrodia hasseltii
- Gastrodia hayatae
- Gastrodia hectori
- Gastrodia hiemalis
- Gastrodia holttumii
- Gastrodia javanica
- Gastrodia lacista
- Gastrodia leucopetala
- Gastrodia lutea
- Gastrodia madagascariensis
- Gastrodia mairei
- Gastrodia malayana
- Gastrodia menghaiensis
- Gastrodia minor
- Gastrodia nipponica
- Gastrodia orobanchoides
- Gastrodia ovata
- Gastrodia pallens
- Gastrodia papuana
- Gastrodia peichatieniana
- Gastrodia procera
- Gastrodia queenslandica
- Gastrodia schinziana
- Gastrodia sesamoides
- Gastrodia shikokiana
- Gastrodia shimizuana
- Gastrodia siamensis
- Gastrodia stapfii
- Gastrodia taiensis
- Gastrodia taiwaniana
- Gastrodia tuberculata
- Gastrodia urceolata
- Gastrodia verrucosa
- Gastrodia vescula
- Gastrodia viridis
- Gastrodia zeylanica